# Cesar megye
Cesar Kolumbia egyik megyéje. Az ország északi részén terül el. Székhelye Valledupar.

## Földrajz
Az ország északi részén elterülő megye északon La Guajira megyével, keleten Venezuelával és Észak-Santander megyével, délen Santander, nyugaton pedig Bolívar és Magdalena megyékkel határos.

## Gazdaság
Legfontosabb termesztett növényei az olajpálma, a manióka, a rizs és a kukorica, de jelentős még a papaja és a gyapot is, valamint ebben a megyében termelik az országos malangamennyiség több mint felét. Az ipar árbevételének legnagyobb részét az élelmiszeripar adja.

## Népesség
Ahogy egész Kolumbiában, a népesség növekedése Cesar megyében is gyors, ezt szemlélteti az alábbi táblázat:
| Év             | Lakosság  |
| -------------- | --------- |
| 1985           | 699 428   |
| 1993           | 729 634   |
| 2005           | 903 279   |
| 2012 (becsült) | 1 004 058 |